# Bartholomäus Strobel el Joven
Bartholomäus Strobel o Bartlomiej Strobel (Breslavia, 1591-Toruń, después de 1647) fue un pintor barroco alemán de Silesia, activo en Polonia.
Bautizado el 11 de abril de 1591 en Breslau, la actual ciudad polaca de Wroclaw, perteneciente por entonces a la Corona Bohemia, Strobel se inició en la pintura en el taller paterno. Hacia 1615 se le documenta trabajando al servicio del obispo de Breslavia. Es posible que viviese algún tiempo en Viena, aunque ningún documento lo confirma. En 1620 se encontraba en Praga, donde realizó la parte mayor de su trabajo al servicio de los emperadores Matías y Fernando II, antes de establecerse en Danzig en 1633; cuatro años después marchó a la vecina Elbing para finalmente establecerse en Toruń, convertido en pintor de corte de Ladislao IV Vasa, rey de Polonia. Pintó tanto asuntos religiosos como retratos en un estilo tardo-manierista rezagado y minucioso en los detalles.

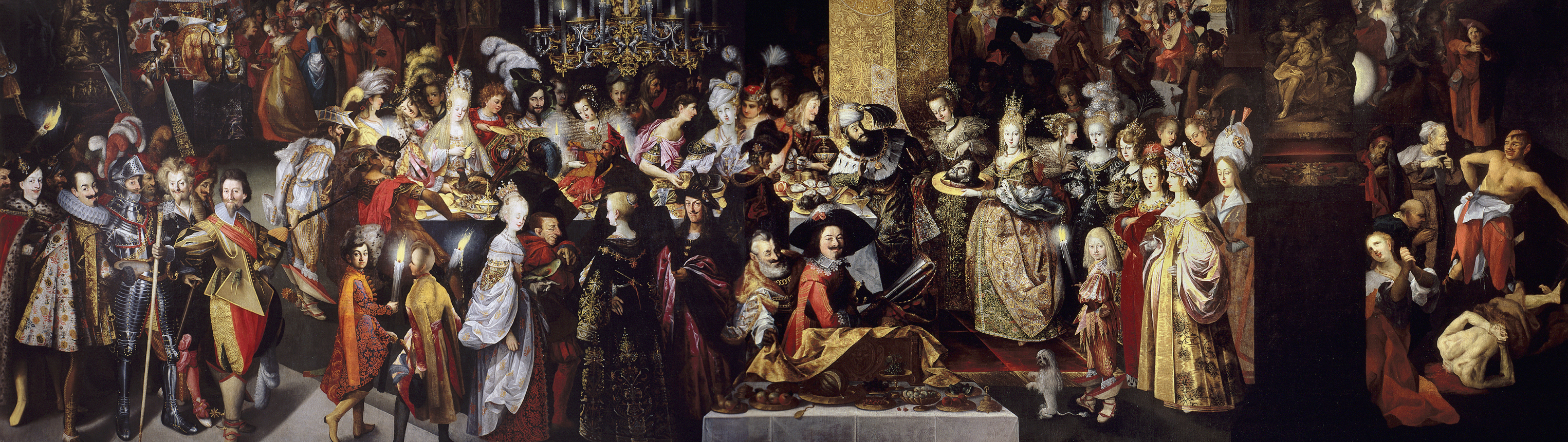
La degollación del Bautista y el banquete de Herodes, óleo sobre lienzo, 280 x 952 cm, Madrid, Museo del Prado.

Una de sus obras más características es el monumental Degollación de San Juan Bautista y banquete de Herodes, óleo que fue de la reina Isabel de Farnesio, inventariado en 1746 en el Palacio de la Granja y actualmente en el Museo del Prado. El pasaje bíblico, tratado como una escena cortesana, permitió a Strobel introducir los retratos de algunos personajes contemporáneos entre los asistentes al festín, como el emperador Fernando II y el general Wallenstein haciendo su entrada por el extremo izquierdo.